# Brenthis mofidii
Brenthis mofidii är en fjärilsart som beskrevs av Colin W. Wyatt 1969. Brenthis mofidii ingår i släktet Brenthis och familjen praktfjärilar. Inga underarter finns listade i Catalogue of Life.